# Теменная доля
Теменная доля (лат. lobus parietalis) — образование в коре большого мозга (cortex cerebri). Спереди ограничена центральной бороздой, сзади — теменно-затылочной бороздой (sulcus parietooccipitalis) и линией, которая проводится от конца теменно-затылочной борозды к концу верхней височной борозды (sulcus temporalis superior).

## Функции теменной доли
Теменная доля играет важную роль в анализе пространства.

## Поражения теменной доли
- Апраксия теменного типа (пространственная апраксия). Сущность дефекта заключается в том, что нарушается пространственный компонент действия.
- Семантическая афазия — для выявления заболевания больному задают вопросы типа: «картина на стене или стена на картине?», «стол над стулом или стул под столом?» и т. д. Более сложные вопросы касаются отношений между людьми. Например: «кто старше — мамина дочка или дочкина мама?». Больные либо затрудняются дать правильный ответ, либо говорят, что это одно и то же.
- Акалькулия (акалькуляция) — расстройство счёта. Счёт в уме представляет собой символическую операцию. Она производится в левом полушарии мозга в области затылочно-теменного стыка.
- Алексия — расстройство чтения. Возникает из-за поражения затылочно-теменного стыка.